# Pietro Avondo
Pietro Avondo (Serravalle Sesia, 3 dicembre 1760 – dopo il 1812) è stato un imprenditore italiano, artefice della rinascita dell'industria cartaria in Valsesia.
All'inizio dell'Ottocento acquistò una azienda cartaria dai conti Salomoni, la cui attività imprenditoriale risultava ormai in piena decadenza, con i suoi mulini ed un canale, oltre al castello di Serravalle.. L'Avondo rilanciò rapidamente la produzione cartaria e, nel 1812, trasmise la proprietà dell'azienda ai figli. La famiglia Avondo affidò inoltre il restauro del castello (poi chiamato castello degli Avondo) all'ingegnere valsesiano Costantino Gilodi, che realizzò i lavori in stile neogotico.